# Michal Blažek (kazatel)
Michal Blažek (12. března 1753 Senica – 10. listopadu 1827 Jimramov) byl reformovaný kazatel původem z Horních Uher a působící na Moravě.

## Život
Narodil se v Senici a pocházel z rodiny českých pobělohorských exulantů usazených ve Skalici. Po studiích v Prešpurku a Debrecínu byl několik let vychovatelem v rodinách uherských šlechticů. V bohaté knihovně barona Gedeóna Rádaye měl možnost se seznámit s díly nejpokrokovějších filozofů. Touha po dalším vzdělání ho vedla v letech 1780–1782 do Basileje, Lausanne, Göttingen, Marburku a Halle. V nizozemském Utrechtu jej zastihla zpráva o vydaném tolerančním patentu.
Roku 1782 se stal kazatelem v Nosislavi. Od roku 1784 byl kazatelem v Jimramově. Byl prvním superintendentem moravské reformované církve v letech 1796–1809. Jindy se uvádí, že byl superintendentem v letech 1784–1827 a jmenován byl císařem Josefem II. již dne 13. 10. 1784.Kvůli dezerci rekrutů na Českomoravské vysočině (1796–1797) byl vyšetřován a napomenut.

Přeložil a vydal řadu duchovních spisů.
| „                                    | Celým srdcem se staral, aby učení, které ústy vyznával, vyjadřoval i chováním, aby byl Bohu stejně jako lidem milý... | “ |
| — Vysvědčení z Basilejské university | |   |